# Kenneth Cameron
Keneth Donald Cameron (* 29. listopadu 1949 Cleveland, Ohio) je námořní letec a americký kosmonaut. Ve vesmíru byl třikrát.

## Život

### Studium a zaměstnání
Po absolvování střední školy Rocky River High School ve městě Rocky River, Ohio nastoupil v roce 1967 k vysokoškolským studiím na Massachusetts Institute of Technology. Zakončil je zdárně v roce 1979.
V roce 1984 byl přijat do NASA, po výcviku byl o rok později zařazen do oddílu astronautů. V něm zůstal do roku 1996. Pak odešel pracovat do soukromého sektoru, v roce 2003 se k NASA vrátil.
Je ženatý, oženil se s Michele Renee, rozenou Fulfordovou. Používá přezdívku Ken.

### Lety do vesmíru
Na oběžnou dráhu se v raketoplánech dostal třikrát a strávil ve vesmíru 23 dní, 10 hodin a 11 minut. Byl 240. člověkem ve vesmíru.
- STS-37 Atlantis, (5. dubna 1991 – 1. dubna 1991), pilot
- STS-56, Discovery (8. dubna 1993 – 17. dubna 1993), velitel
- STS-74 Columbia (12. listopadu 1995 – 20. listopadu 1995), velitel